# Cinéma sud-soudanais

Un clap aux couleurs du drapeau sud-soudanais.

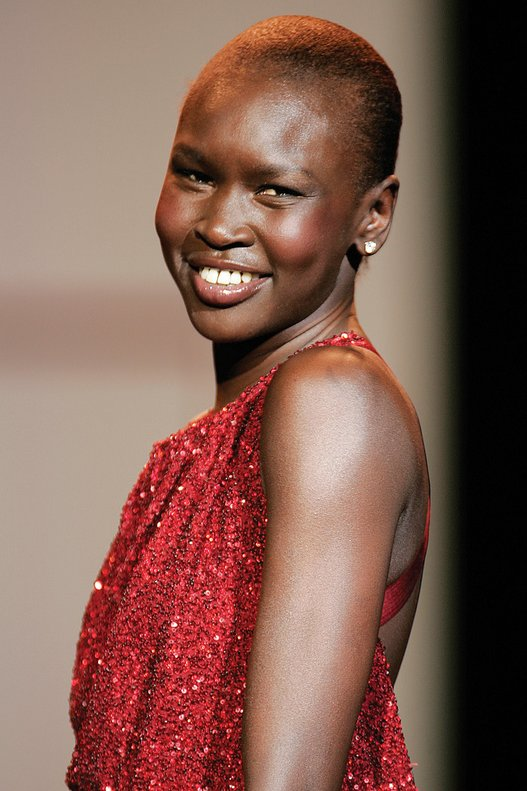
L'actrice sud-soudanaise Alek Wek.

Le cinéma sud-soudanais est une industrie naissante en plein essor depuis l'indépendance du Soudan du Sud en 2011.

## Histoire
L'histoire du cinéma dans ce qui s'appelle aujourd'hui le Soudan du Sud a commencé pendant la période coloniale anglo-égyptienne au Soudan. À Djouba, comme dans d'autres régions du pays, les séances de cinéma mobiles étaient annoncées par des haut-parleurs installés sur le toit d'un 4x4 circulant dans la ville. Ces séances de cinéma se déroulaient en plein air et étaient souvent introduites par de brefs discours qui commençaient au coucher du soleil. Les spectateurs s'asseyaient devant une toile blanche, présentant un programme de comédies américaines et de westerns, de courts documentaires réalisés par l'unité mobile soudanaise pour un public soudanais, et de longs métrages réalisés en Inde, au Kenya ou en Grande-Bretagne.
Le Soudan du Sud a accédé à l'indépendance en 2011, six ans après la fin de la Seconde guerre civile soudanaise qui a entraîné la fermeture de l'unique cinéma de Djouba. En 2011, Daniel Danis (en) a réalisé le premier long métrage sud-soudanais, Jamila (en). En 2011, le Sud-Soudan ne disposait pas d'une seule salle de cinéma et la plupart des citoyens dépendaient de la télévision du Sud-Soudan, appelée localement SSTV. Selon Elfatih Majok Atem, directeur de l'agence gouvernementale sud-soudanaise chargée de promouvoir le cinéma et les arts créatifs, « de nombreux cinéastes locaux n'ont jamais reçu de formation leur permettant d'apprendre par eux-mêmes le métier de cinéaste ». Ceux qui sont experts sont confrontés à la difficulté d'accéder à de bons équipements et outils et sont affectés par le manque de soutien et d'encouragement de la part de leurs concitoyens".

## Festival de cinéma
En 2016, le Soudan du Sud a accueilli son premier festival du film, le Festival du film de Djouba (en),, qui comprenait une conférence sur l'industrie cinématographique et qui était le deuxième à se tenir au Soudan du Sud. Fondé par Simon Bingo, le festival visait à atténuer l'image négative du Soudan du Sud en tant que pays déchiré par la guerre et à promouvoir la culture et l'art sud-soudanais,.

## Sociétés de production
- Woyee Film and Theatre Industry, un collectif de cinéastes[5],[3].
- Section de l'art et de l'industrie cinématographique du ministère de la culture, de la jeunesse et des sports[5].
- Movie and TV Academy, une école privée à Djouba[5].
- Centre culturel Nyakuron (en), l'hôte du festival du film de Djouba 2016[8].
- Angel Films 211
- Gabuu Myles Films
- Rutaan Film
- Hayatna Drama Group